# Verruga
La verruga (también conocida como mezquino o cadillo) es una lesión cutánea epidérmica benigna, de origen viral. Presentan una morfología variable, pero generalmente de forma globular y pueden afectar a distintas zonas de la piel.
Su extirpación no es fácil ya que las verrugas tienen su propio sistema de irrigación sanguínea que causan un sangrado abundante en su extracción quirúrgica; además pueden regenerarse con mayor virulencia. Adicionalmente compromete varios terminales nerviosos por lo que su extracción o manipulación causa gran dolor.
Las verrugas pueden contraerse por contacto íntimo con personas afectadas por el virus del papiloma humano radicado en la zona genital y por transmisión consanguínea de portadores asintomáticos. El desarrollo de verrugas se favorece cuando hay fallos en el sistema inmunitario.
Dependiendo del serotipo del virus, el tipo de verruga y la zona afectada suelen ser diferentes:
- Las verrugas comunes son causadas por el VPH tipos 1, 2, 4 y 7 y suelen tener una morfología bien diferenciada y aparecer en:[2]
  - manos
  - codos
  - rodillas
  - cara
- Las variantes de formas menos comunes (aspecto de colifloro pediculadas) aparecen con frecuencia en:[2]
  - cabeza (cuero cabelludo)
  - mentón y cuello (barba)
  - nuca,
- Las verrugas planas son caudadas por el VPH tipos 3 y 10 y también ocasionalmente por los tipos 26 a 29 y 41. Se localizan generalmente en cualquier parte del cuerpo, pero principalmente en zonas de rascado, por autoinoculación del virus. Se ven más frecuentemente en:[2]
  - cara
  - cuello
- Las verrugas genitales tienen por causa más común el VPH tipo 6 u 11, pero también pueden ser el resultado de la infección con los tipos 1a, 2, 4, 7, 16, 18, 27b, 27, 33, 38, 40, 42, 43, 44, 54, 57b, 57c, 61, 72, 81 y 89. Se localizan en:[2]
  - perineo
  - zona perirectal
  - zona labial
  - pene.
  - Las Verrugas periungueales
- Las verrugas periungueales son causadas por el VPH tipos 1, 2, 4 y 7, suelen tener aspecto de coliflor  y se localizan:[2]
  - cerca de las uñas
- Las verrugas plantares y las palmares son causadas por el VPH tipos 1, 2 y 4. Aparecen en:[2]
  - planta del pie
  - palma de la mano

Las verrugas de las plantas de los pies son llamadas «ojos de gallo», mientras que las verrugas de la zona anogenital se denominan también condiloma acuminado.
Uno de los casos más impactantes de verrugas registrado en imágenes es el que afectó a un habitante de Indonesia, Dede Koswara, (fallecido en 2016) por cuya extensión de tubérculos cutáneos, aspecto y apariencia visual semejante a ramas de un árbol se le ha denominado hombre-árbol. La extraña enfermedad ha sido diagnosticada solamente a cuatro personas en el mundo, siendo los casos más conocidos el de Koswara y el del bangladesí Abul Bajandar. Asociados a Dede cohabitan como un clan, individuos afectados de neurofibromatosis severas.

## Técnicas de tratamiento
Las verrugas vulgares son por lo general autolimitadas y desaparecen espontáneamente. Sin embargo, pueden tratarse con métodos destrucción del tejido afectado: extirpación, cauterización, crioterapia, nitrógeno líquido, como asimismo utilizando algunos medicamentos tópicos o inyectables.
- Criocirugía (congelación del tejido) generalmente se usa nitrógeno líquido o dióxido de carbono sólido (hielo seco). Actualmente, a pesar de ser doloroso, continúa siendo uno de los tratamientos más efectivos y seguros para la erradicación de las verrugas. En farmacia venden medicamentos para aplicar la criogenización de verrugas en casa.
- Nitrato de plata: El cual se coloca sobre la herida causada por la extirpación de la verruga para evitar que siga creciendo.[6]
- Ácido salicílico: El cual se aplica sobre la verruga después de haberla limado, se realiza generalmente por la noche, y tras unas 15/20 veces se elimina la verruga eficazmente.
- Medicaciones tópicas (ejemplos: duofilm, duoplant).
- Electrodesecación: Este tratamiento es poco recomendable porque siendo una enfermedad benigna, tiene mucho riesgo de generar cicatrices poco estéticas.
- Extirpación quirúrgica: este tratamiento está actualmente en desuso por el riesgo de diseminación viral y alto índice de recidivas. No es tan efectiva.
- Bleomicina intralesional: Aplicación de este antibiótico antineoplásico en forma de inyecciones sub-cutáneas en la base de las verrugas vulgares y/o palmoplantares logrando la inhibición de su ADN y previniendo la multiplicación de las mismas. Algunos estudios le atribuyen porcentualmente mayor eficacia comparativamente al tratamiento de la crioterapia.[7]
- Láser: esta conlleva el riesgo de volatilización de las partículas virales y contagio de las vías respiratorias.
- Radiofrecuencia: Actúa cauterizando la zona afectada por la verruga con ondas de radiofrecuencia.